# Bhairabsthan (Palpa)
Bhairabsthan (nepalski: भैरवस्थान, trl. Bhairavsthān, trb. Bhajrawsthan) – gaun wikas samiti w zachodniej części Nepalu w strefie Lumbini w dystrykcie Palpa. Według nepalskiego spisu powszechnego z 2001 roku liczył on 533 gospodarstw domowych i 2629 mieszkańców (1454 kobiet i 1175 mężczyzn).